# Стівен Сайлас
Стівен Сайлас (англ. Stephen Silas; нар. 1973) — американський баскетбольний тренер.

## Життєпис
Стівен Сайлас є сином багаторічного головного тренера НБА Пола Сайласа. Він працював під керівництвом свого батька в «Шарлотт Хорнетс» з 2000 по 2002 рік, «Нью-Орлеан Хорнетс» з 2002 по 2003 рік і в «Клівленд Кавальерс» з 2003 по 2005 рік. Він також служив передовим скаутом у «Вашингтон Уізардс» протягом сезону 2005–06. як помічник тренера «Голден Стейт Ворріорз» з 2006 по 2010 рік, перш ніж піти, щоб приєднатися до свого батька в Шарлотті, де він працював з 2010 по 2018 рік. На момент прийняття на роботу асистентом у «Хорнетс» 5 червня 2000 року, він був наймолодшим асистентом головного тренера НБА у віці 27 років. У період 2020—2023 був головним тренером команди НБА «Х'юстон Рокетс».